# تپه رشتی سیاه الف و ب
تپه رشتی سیاه الف و ب مربوط به هزاره ۴ تا دوران‌های تاریخی پس از اسلام است و در شهرستان مرودشت، شمال غربی بند امیر واقع شده و این اثر در تاریخ ۲۸ تیر ۱۳۵۵ با شمارهٔ ثبت ۱۲۷۶ به‌عنوان یکی از آثار ملی ایران به ثبت رسیده است.